# 池尾街道
池尾街道是中华人民共和国广东省揭阳市普宁市下辖的一个乡镇级行政单位。，位于市城区西南部，辖区总面积43平方公里，户籍人口76559人（2008年）。普宁市中心城区的城西西部、锦绣南的全部、广达北部和科技园大部都在此区，街道办事处位于科技园南区、金池路南面的金凤园68座1—7楼，是普宁市委市政府的派出机构。
市广电中心、市人民法院、市检察院、市交通局、市交警、市科技工业园区均位于此区。

## 历史

### 史前
池尾史前为百越之地，为禹贡中扬州之地的一部分。1983年12月于池尾街道塘塔埔村后山东南坡省市县三级联合挖掘的后山遗址，是广东东部新石器时代末期、进入早期青铜器时代的过渡类型的文化遗存，证明了早在三四千年前此地就有先民生息。后山遗址前承虎头埔遗址，后接浮滨文化，被学者公认为潮汕文化早期的主脉络。

## 主要道路
- 普宁大道
- 流沙大道
- 南山大道（规划）
- 城南大道
- 城西大道
- 广达北路
- 广达南路
- 环市北路
- 金池路
- 长春路
- 大学路
- 福宁路
- 清华路
- 玉湖路
- 南华路
- 贵湖路
- 马嘶岩路
- 龙石路（规划）
- 寒妈西路（规划）

## 行政区划
池尾街道下辖以下地区：
桔园社区、梅园社区、钟潭村、塔丰村、塘边村、新丰村、松柏岭村、华市村、新寮村、西清村、上耘村、合浦村、上寮村、贵政山村、多年山村、林青村、高明村、山湖村、高埕村、东山村和长岭口村。

## 人居环境

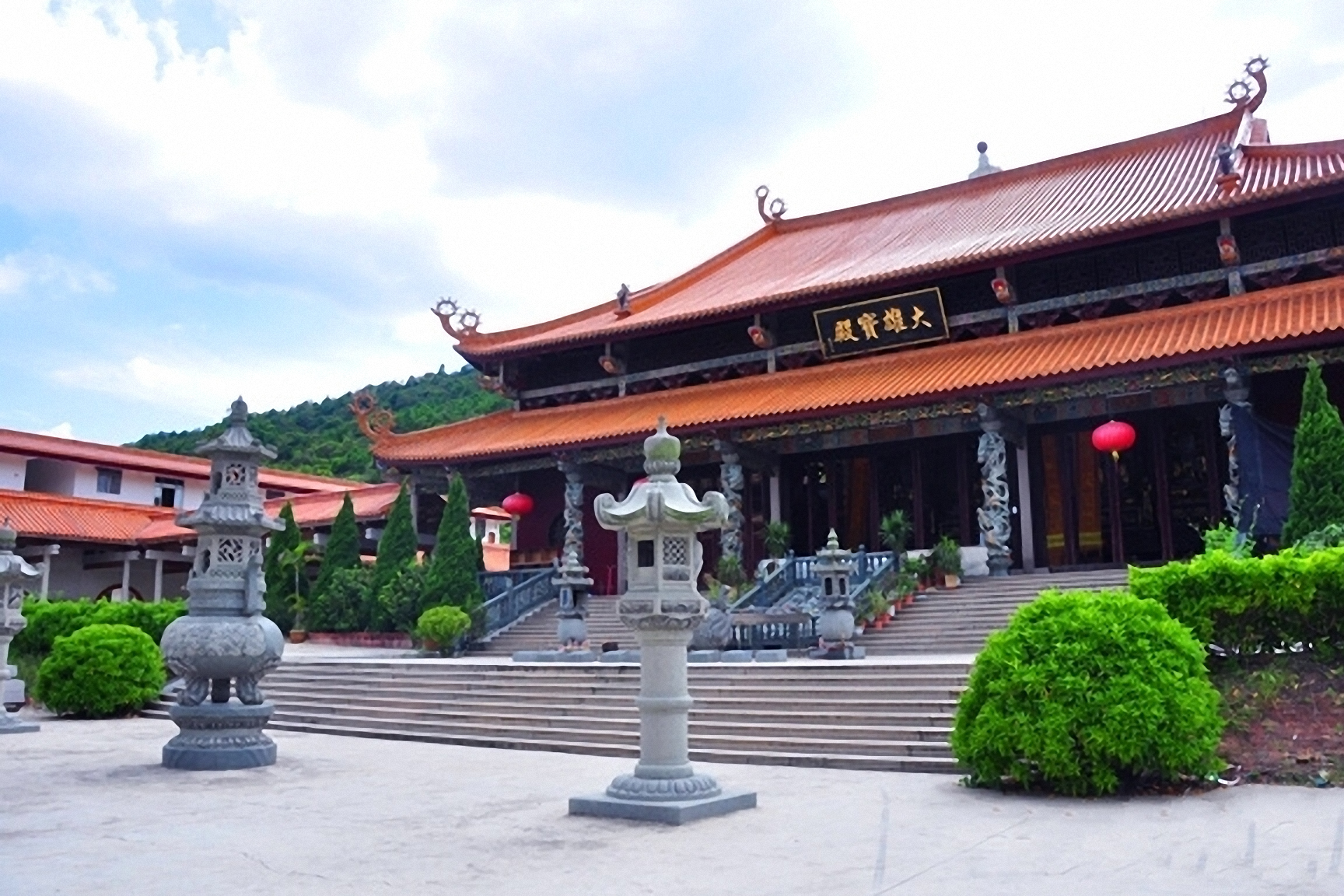
莲花山公园内的龙华寺

### 大型屋苑
- 新时代华庭
- 桂荣·君临天下
- 华宇雅苑

### 公园
- 池尾公园
- 西郊莲花山公园